# Lena Constante
Lena Constante (n. 18 iunie 1909, București, România – d. 2 noiembrie 2005) a fost o artistă plastică și o folcloristă din România.

## Biografie
Tatăl Lenei Constante, Constantin Constante, a fost aromân emigrat din Macedonia (s-a născut lângă lacul Ohrida, dar casa lui, a familiei, era la Skopje). Cunoștea nouă limbi foarte bine. Cele balcanice: rusa, sârbo-croata, albaneza, turca, plus franceza, italiana și spaniola. Fiind intelectual, câștiga din cărți și din gazetărie. A publicat un roman, Haiducii Pindului prin subscripție, cărți despre macedoneni, un dicționar bulgaro-româno-turc pentru funcționarii din Cadrilater, o monografie a Salonicului. Mama Lenei Constante, Julieta (născută Pop), era româncă.
Lena Constante urmează școala elementară de la Pitar Moș și Liceul Regina Maria din București, face studii universitare la Școala de Arte Frumoase din București, împreună cu Ipolit Strâmbulescu, Cecilia Cuțescu-Stork sau Costin Petrescu și unde îl are profesor pe Dimitrie Gusti. Având înclinații spre pictura monumentală și frescă, studiază la Paris fresca și muzeografia. Ca membră a echipelor monografice organizate de școala sociologică de la București în localitățile Cornova, Drăguș și Șanț, are posibilitatea să studieze arta populară românească din regiunile cele mai tradiționale. Din echipă făceau parte și Mircea Vulcănescu, Henri Stahl, Nicolae Argintescu-Amza, Petru Comarnescu, Xenia Costaforu, Paul Sterian, Harry Brauner, cu care se va și căsători, mai târziu. A lucrat covoare cu motive populare stilizate în atelierul propriu având expoziții personale de tapiserie la București, în 1934, 1935, 1946, 1970, 1971, respectiv în 1947, la Ankara.
A fost o artistă bine cunoscută pentru lucrările sale originale de tapiserie și activitatea folcloristică; a fost de asemenea scenografă a teatrului de păpuși și unul dintre fondatorii teatrului Țăndărică. În 1945, lucrează ca scenograf la Teatrul Țăndărică din București, împreună cu Elena Pătrășcanu, intrând astfel în cercul ministrului de justiție comunist, Lucrețiu Pătrășcanu, ceea ce duce la arestarea și condamnarea ei la 12 ani de închisoare. Harry Brauner a fost și el condamnat la 15  ani. Este eliberată în 1962, iar în 1963 se căsătorește cu Harry Brauner. În 1968, la rejudecarea procesului Pătrășcanu, amândoi sunt găsiți nevinovați. A fost membră a Uniunii Artiștilor Plastici, a realizat ilustrații de carte iar în artele decorative s-a manifestat într-un stil original.

## Opera memorialistică
În închisoare „compune”, păstrând-o în memorie, o piesă de teatru în versuri, prezentată la Radio România Tineret abia după patru decenii: Zâmbete în floare, 1992. Îi apar târziu câteva lucrări literare pentru copii cu ilustrații realizate de ea, pe muzică de Harry Brauner. Una din ele amintește de Cartea cu jucării a lui Tudor Arghezi: O poveste cu un tată, o mamă și trei fetițe.
Devine cunoscută după Revoluția din 1989 în lumea occidentală prin două cărți care descriu experiența avută în închisorile comuniste. Literatura concentraționară a avut mare priză la public în 1989. Cu timpul însă, ea a ajuns să fie selectată. Opera Lenei Constante nu este doar o mărturisire, ea este un act estetic. Își publică prima carte la Paris în 1990 cu titlul L'Évasion silencieuse. În 1992 este tipărită și la București în traducere proprie: Evadarea tăcută.
Evadarea tăcută a fost denumită de Ruxandra Cesereanu „iadul singurătății” pentru că autoarea prezintă cele „3000 de zile singură în închisorile din România”. Perioada singurătății și a torturii îi aduce gânduri de sinucidere, dar reușește să învingă suferința cruntă prin evadare în estetic, folosind diverse instrumente: uitarea de sine, imaginarul, jocul, visul, traduceri, cuvânt, conceperea unor schițe literare (roman, versuri, poveste, piesă de teatru), modelaj, desen. Supraviețuirea autoarei nu ar fi fost posibilă fără  aceste metode: „ajunsesem în al cincilea an de totală singurătate. Cum aș fi putut să înving disperarea, mizeria și spaima celorlalți șapte ani de îndurat încă, fără aceste lungi ore de perfectă evadare? Nebunia nu era oare aproape? La pândă? Eram mulțumită să-i pot da din când în când un bobârnac. În pofida foamei, a singurătății, cu toată slăbiciunea mea și forța lor să le dau tuturora cu tifla”.
Despre cea de a doua carte, care o continuă pe prima, apărută în 1993, Evadarea imposibilă, Ruxandra Cesereanu a spus că e „purgatoriul promiscuității, cartea cenușie”, pentru că descrie perioada în care Lena Constante a avut parte de celula comună. Această operă a fost scrisă direct în limba română.
Ambele cărți au fost primite cu entuziasm de critică. Au fost traduse în Statele Unite ale Americii și în Marea Britanie. Nu există studiu despre gulagul comunist românesc care să facă excepție de aceste cărți.

## Procesul și detenția
A fost soția folcloristului Harry Brauner (fratele pictorului suprarealist francez de origine română Victor Brauner), de asemenea condamnat la închisoare politică de către comuniști.  A fost arestată în procesul grupului Lucrețiu Pătrășcanu alături de Bellu Zilber și soțul ei Harry Brauner. Bellu Zilber a inventat un soi de poveste pentru a scăpa de tortură și i-a asociat și pe cei doi viitori soți în povestea sa, deși aceștia au negat că ar fi luat parte la grupul respectiv.
A executat 12 ani de pușcărie politică în mai multe închisori pentru femei din țară.  Cartea ei document, a doua după Evadarea tăcută se numește Evadare imposibilă, scrisă în original în limba franceză, a fost tradusă în limba engleză sub titlul The Silent Escape: Three Thousand Days in Romanian Prisons) (1995) și s-a bucurat de un real succes în rândul criticilor. Cartea povestește doar primii 8 ani de încarcerare.  Ea este cu atât mai dramatică cu cât abuzurile povestite sunt privite prin ochii unei femei.
Cea de-a doua carte a sa, Evadarea imposibilă, a fost de asemenea tradusă în limba română și a apărut la Editura Fundației Culturale Române.
În 1990, Lena Constante publică în editura La Découverte, Paris, cartea autobiografică L'évasion silencieuse.

## Scrieri
- Păpușile harnice, București, 1972;
- Păpușile harnice în grădiniță, București, 1975;
- Evadarea tăcută, București, 1992;[10]
- Evadarea imposibilă, București, 1993;
- O poveste cu un tată, o mamă și trei fetițe, București, 1995.

## Premii și distincții
- Ordinul „Meritul Cultural” clasa a III-a (1968) „pentru activitate deosebită în domeniul artelor plastice”[11]

- I-a fost acordat "Premiul pentru un destin excepțional în cultura română", de către Fundația Culturală Română în decembrie 1999.[necesită citare]

- Traducerea franceză a cărții sale a obținut Prix Européen în 1992, premiul Asociației Scriitorilor de limba franceză.[9]